# Liste des comtes d'Ulster
Le titre de comte d'Ulster a été créé plusieurs fois dans la pairie d'Irlande et du Royaume-Uni. 
Actuellement, c'est un titre subsidiaire du duc de Gloucester qui est accordé par courtoisie à Alexander Windsor, fils ainé du prince Richard de Gloucester.

## Liste des comtes héréditaires

### Première création (1205)
- 1205-1242 : Hugues de Lacy

### Deuxième création (1264)

Blason de la famille de Bourg.

- 1264-1271 : Gautier de Bourg († 1271) ;
- 1271-1326 : Richard de Bourg, dit le Jeune ou le Comte Rouge (1259-1326). Fils du précédent ;
- 1326-1333 : Guillaume de Bourg, dit le Comte Brun (1312-1333). Petit-fils du précédent ;
- 1333-1363 : Élisabeth de Bourg († 1363), fille héritière du précédent et duchesse de Clarence par mariage :
  - 1352-1363 : Lionel d'Anvers (1338-1368). Comte de jure uxoris ;
- 1363-1382 : Philippa de Clarence (1355-1382). Fille des précédents ;
  - 1369-1381 : Edmond Mortimer (1352-1381), comte de March. Comte de jure uxoris ;
- 1382-1398 : Roger Mortimer (1374-1398), comte de March. Fut héritier présomptif de Richard II. Fils des précédents ;
- 1398-1425 : Edmund Mortimer (1391-1425), comte de March. Fut héritier présomptif de Richard II. Fils du précédent ;
- 1425-1460 : Richard Plantagenêt (1412-1460), comte de Cambridge et March, duc d'York. Neveu du précédent ;
- 1460-1461 : Édouard Plantagenêt (1442-1483), comte de Cambridge et March, duc d'York. Fils du précédent. Devint Édouard IV d'Angleterre en 1461.

## Liste des comtes par apanage

### Troisième création (1659)
- 1659-1685 : Jacques Stuart (1633-1701), duc d'York et d'Albany. Devint Jacques II en 1685.

### Quatrième création (1716)
- 1716-1728 : Ernest Augustus de Brunswick-Lüneburg (1674-1728), duc d'York et Albany. Frère de George Ier.

### Cinquième création (1760)
- 1760-1767 : Édouard Auguste (1739-1767), duc d'York et Albany. Frère de George III.

### Sixième création (1784)
- 1784-1827 : le prince Frédéric (1763-1827), duc d'York et Albany. Fils de George III.

## Liste des comtes pairs par apanage

### Première création (1866)
- 1866-1900 : Alfred de Saxe-Cobourg et Gotha (1844-1900), duc d'Édimbourg.

### Seconde création (1928)
- 1928-1974 : le prince Henry de Gloucester (1900-1974), duc de Gloucester ;
- depuis 1974 : le prince Richard de Gloucester (né en 1944), duc de Gloucester.
  - Alexander Windsor (né en 1974)